# 沈阳飞机工业集团设计的第六代战斗机
2024年12月22日，一张据信为使用手机拍摄于辽宁省沈阳市的照片在网络上开始流传，其内容是推定由沈阳飞机工业集团设计，疑似为采用兰姆达翼（英語：Lambda Wing）、双引擎设计的某型第六代战斗机在空中进行试验飞行。

## 发展历史
据报道与情报分析显示，沈阳飞机工业集团于2018年启动了下一代战机的原型机研发工作。多方情报与传闻指出，中国新型战机将采用无尾飞翼或飞箭式气动布局，相较于前代战机具有更优异的宽频隐身性能，同时融合新型推进技术、升级版传感器系统，具备与无人僚机或无人作战飞机（UCAV）协同作战能力。
2022年9月，美国空军空战司令部（ACC）司令马克·D·凯利上将表示，中国第六代战机研发进展符合预期。他认为中方与美国类似采用“系统之系统”设计理念，通过体系化整合实现隐身性能的指数级提升，并在运算能力与态势感知领域取得突破性进步。
2024年12月26日，一架疑似中国六代机项目的新型沈飞原型机在其厂区附近被发现。同期，其兄弟单位成都飞机工业集团的据信型号为“歼-36”的战机也现身测试。未经验证的消息称该沈飞原型机已于12月20日完成首飞，目测体积小于成飞的机型，并由一架歼-16战斗机担任伴飞任务。
后续于2025年1月和4月披露的新影像资料确认了多项关键设计特征：采用兰姆达机翼构型、可偏转翼梢装置、配备矢量喷口的双发布局，同时否定了此前关于折叠尾翼的猜测。值得注意的是，12月影像中驾驶舱盖不可见，引发关于该机是否采用无人驾驶、有人驾驶或可选有人/无人模式的广泛讨论 ，后续照片最终证实其确为有人驾驶机型。

## 设计
该原型机采用曲箭式气动布局，配以大后掠角兰姆达主翼、全动翼尖兼具气动控制功能。兰姆达翼型通过三角形后缘延伸段与发动机舱末端融合，较传统梯形翼显著提升展弦比与气动效率。每侧机翼配备差动前缘延伸（LRX）及多组后缘控制面。机头配置宽大雷达罩，由显著棱线分割。上方流线型气泡座舱与机身完美融合。机鼻下方安装光电瞄准系统（EOTS），其后衔接两具V形腹部进气道，采用无附面层隔道超音速进气（DSI）设计。尾部双发舱配备推力矢量喷口。起落架采用前双轮、后单轮的三点式布局。机身可见两具腹部武器舱，中轴线处设有凹陷通道。两侧面板疑似武器舱或检修口。中型尺寸设计被推测更适合航母搭载需求。